# (500247) 2012 JB56
(500247) 2012 JB56 es un asteroide perteneciente al cinturón de asteroides, descubierto el 17 de abril de 2012 por el equipo del Spacewatch desde el Observatorio Nacional de Kitt Peak, Arizona, Estados Unidos.

## Designación y nombre
Designado provisionalmente como 2012 JB56.

## Características orbitales
2012 JB56 está situado a una distancia media del Sol de 2,587 ua, pudiendo alejarse hasta 2,924 ua y acercarse hasta 2,250 ua. Su excentricidad es 0,130 y la inclinación orbital 4,416 grados. Emplea 1520,20 días en completar una órbita alrededor del Sol.

## Características físicas
La magnitud absoluta de 2012 JB56 es 17,9.